# Abié
Abié est une localité située dans le Sud de la Côte d'Ivoire, et appartenant au département d'Adzopé, dans la région de La Mé. La localité d'Abié est un chef-lieu de commune. Le périmètre de la commune englobe dans ses limites le seul village d’Abié, ainsi que les campements qui lui sont rattachés.
Le village est divisé en 2 par un cours d'eau appelé " kpètèbou " par les villageois. Les 2 parties des villages Abié 1 et Abié 2 (ou en Abié Sud et Abié Nord) ont chacune un chef de village et des écoles primaires.